# División Intermedia (Argentina)
El concurso de División Intermedia y Extra, más conocido como División Intermedia o simplemente Intermedia, fue una competición oficial de fútbol, organizada por las entidades precursoras de la Asociación del Fútbol Argentino —oficiales y disidentes—, que se disputó en dos niveles distintos en diferentes períodos, en los cuales articuló, a través de un régimen de ascensos y descensos, con la Primera División o las respectivas divisiones de menor categoría.
En las diversas etapas se jugaron un total de 22 campeonatos, todos ellos dentro de llamada era amateur, que se caracterizaron por estar integrados, según el momento, por los primeros equipos de las instituciones participantes, y formaciones alternativas del nivel superior.
El primer torneo se disputó en 1911, y el ganador fue el Club Estudiantes de La Plata.

## Historia

### Período 1911-1926
El certamen surgió bajo la necesidad de reagrupar a la gran cantidad de equipos que había en la Segunda División. Un año antes, la Argentine Football Association había reagrupado a los equipos de reserva en secciones aparte con ese fin, pero eso no logró disminuir el número ante el aumento constante de equipos que se incorporaban. Fue así como se resolvió la creación de la Segunda Liga y desde 1911, el campeonato de División Intermedia pasó a ocupar la segunda categoría del fútbol argentino. Además, el certamen de reservas de Primera División fue renombrado como Intermedia (Reservas), y su campeón pasó a disputar la final con el campeón de Intermedia, donde se consagraba un nuevo campeón global.
Su primera edición se destacó por el alto nivel de los equipos. Se destacaron en este período los arribos a la máxima categoría del Club Atlético Independiente, Club Atlético Boca Juniors y Club Atlético Huracán, promovidos en las ediciones de 1912, 1913 y 1914 respectivamente.
Sin embargo, con el cisma de 1912 y la reestructuración de 1913, el certamen empezó a decaer. El período se caracterizó por una marcada desorganización y la disputa dirigencial, a partir del crecimiento explosivo de la actividad. El cisma llega a su fin al reincorporarse la Federación Argentina de Football a la Asociación Argentina de Football el 23 de diciembre de 1914. El interés por el torneo tiene un nuevo reflote al ser protagonizado por algunos equipos que hoy son reconocidos como históricos o grandes del ascenso. Sin embargo, un nuevo cisma que dio origen a la Asociación Amateurs de Football en 1919, volvió a rebajar el nivel del certamen con las promociones a Primera División que se darían. También se hizo frecuente el traspaso de equipos, que abandonaban una asociación y se afiliaban a la otra, muchas veces durante el transcurso de los certámenes.
En 1924, la Asociación Argentina resolvió que el campeón de la Federación Platense participara en la disputa por el campeonato y ascenso. Esto se repitió en 1926, cuando la Asociación Amateurs aprobó la participación del campeón de la recientemente creada Asociación Amateurs Provincial de Football.

### Período 1927-1932
- Primera División A
- Primera División B
- División Intermedia
- Segunda División
- Tercera División
- Cuarta División
- Quinta División

Escalera categórica entre 1927 y 1932

El 28 de noviembre de 1926, el cisma llegaba a su fin al conformarse la Asociación Amateur Argentina de Football. La unificación trajo consigo la fusión de las divisiones, lo que hizo necesario una fisión en la Primera División. Esto relegó a la tercera categoría a la Intermedia y, aunque el nivel de los equipos no se modificó, decayó el interés en el certamen.
En este último período, antes de ser eliminado en la reestructuración de 1933, se destacó el ascenso del Club Sportivo Alsina, tras consagrarse campeón de la División Intermedia en 1932 y ascender a la Primera División de 1933 al triunfar en el Concurso de Eliminación de la Primera División B.
Tras su eliminación, parte de los equipos se incorporaron a la reflotada Segunda División, que reemplazó a la Primera División B; mientras algunos concursaron en la Tercera División, desafiliandose el restante de equipos.

## Ediciones

### Segunda categoría del fútbol argentino
| Temporada | Campeón                     | Subcampeón                                     | Tercero                                        |
| --------- | --------------------------- | ---------------------------------------------- | ---------------------------------------------- |
| 1911      | Estudiantes de La Plata     | Independiente                                  | Nacional                                       |
| 1912 AAF  | Ferro Carril Oeste          | Platense                                       | Boca Juniors                                   |
| 1912 FAF  | Tigre                       | Hispano Argentino                              | Se desconoce                                   |
| 1913 AAF  | Huracán                     | Gimnasia y Esgrima (F)                         | Argentino del Sud                              |
| 1913 FAF  | Floresta                    | General Belgrano                               | No hubo                                        |
| 1914 AAF  | Honor y Patria              | Se desconoce                                   | Se desconoce                                   |
| 1914 FAF  | Defensores de Belgrano      | Burzaco                                        | No hubo                                        |
| 1915      | Gimnasia y Esgrima La Plata | Honor y Patria                                 | Alumni (O)                                     |
| 1916      | Barracas                    | Buenos Aires (IM)                              | Se desconoce                                   |
| 1917      | Defensores de Belgrano      | Vélez Sarsfield                                | No hubo                                        |
| 1918      | Eureka                      | Almagro                                        | No hubo                                        |
| 1919 AAF  | Banfield                    | Del Plata                                      | Palermo                                        |
| 1919 AAmF | Barracas Central            | Quilmes                                        | Ferro Carril Oeste                             |
| 1920 AAF  | El Porvenir                 | Argentinos Juniors                             | Compañía General de Buenos Aires               |
| 1920 AAmF | General Mitre               | Liberal Argentino                              | Talleres                                       |
| 1921 AAF  | Dock Sud                    | Liniers                                        | Alvear                                         |
| 1921 AAmF | Palermo                     | Villa Ballester                                | Liberal Argentino                              |
| 1922 AAF  | All Boys                    | Villa Urquiza                                  | Temperley                                      |
| 1922 AAmF | Argentino del Sud           | Villa Ballester                                | Liberal Argentino                              |
| 1923 AAF  | Sportsman                   | Se desconoce                                   | No hubo                                        |
| 1923 AAmF | Liberal Argentino           | Talleres                                       | No hubo                                        |
| 1924 AAF  | Chacarita Juniors           | Bristol                                        | No hubo                                        |
| 1924 AAmF | Excursionistas              | Talleres                                       | No hubo                                        |
| 1925 AAF  | Balcarce                    | La Paternal, Nacional (A) y/o Buenos Aires     | La Paternal, Nacional (A) y/o Buenos Aires     |
| 1925 AAmF | Talleres                    | San Telmo                                      | No hubo                                        |
| 1926 AAF  | Nacional (A)                | Central Argentino, La Paternal y/o Marplatense | Central Argentino, La Paternal y/o Marplatense |
| 1926 AAmF | Honor y Patria (B)          | San Telmo                                      | Conservación y Tráfico                         |

### Tercera categoría del fútbol argentino
| Temporada | Campeón                | Subcampeón       | Tercero         |
| --------- | ---------------------- | ---------------- | --------------- |
| 1927      | Unión (C)              | Liniers          | Perla del Plata |
| 1928      | Acassuso               | Caseros          | Albión          |
| 1929      | Gimnasia y Esgrima (L) | Libertad         | 25 de Mayo      |
| 1930      | La Paternal            | Barracas Juniors | 25 de Mayo      |
| 1931      | 25 de Mayo             | Albión           | Se desconoce    |
| 1932      | Alsina                 | Se desconoce     | Se desconoce    |

## Palmarés
Se consideran todos los logros obtenidos por cada club, sean del primer equipo o de aquellos de reserva, alternativos o juveniles. La lista de subcampeones es parcial, por falta de datos conocidos.
| Equipo            | Campeonatos   | Subcampeonatos            |
| ----------------- | ------------- | ------------------------- |
| Talleres          | 1 (1925 AAmF) | 2 (1923 AAmF y 1924 AAmF) |
| Liberal Argentino | 1 (1923 AAmF) | 1 (1920 AAmF)             |

## Copas de competencia
Desde la creación del certamen, la Copa de Competencia Adolfo Bullrich pasó a ser disputada por sus equipos hasta su última edición en 1929. Además se disputaron otras copas durante las escisiones.